# Can Jordà (Santa Pau)
Can Jordà és un mas al terme de Santa Pau (la Garrotxa) catalogada l'Inventari del Patrimoni Arquitectònic de Catalunya.

## Arquitectura
És un gran casal de planta rectangular amb teulat a dues aigües amb les vessants decantats vers les façanes principals. Disposa de planta baixa i dos pisos superiors, amb diferents èpoques de construcció. S'utilitzaren carreus ben tallats als angles i obertures i carreu petit i pedra volcànica pels murs.
La planta baixa era destinada a cellers i quadres pel bestiar. El primer pis a habitatge amb escala interior. És remarcable la galeria de la façana sud-oest. El segon pis, amb escala independent exterior, també era destinat a habitatge. En aquest mas hi varen arribar a viure dues grans famílies. Té diverses llindes. A la de la porta principal hi diu «16 IHS 0 35». A la de la porta d'accés al segon pis s'hi llegeix «JUAN /JURDA + 1892».
A la fageda no hi havia cap esglesiola ni cap oratori, per tant a Can Jordà hi havia una fornícula de marcades línies barroques, amb una gran curculla, situada al gran menjador del casal. Va ser feta amb guix i pintada al damunt de color gris imitant el marbre.
Can Jordà conserva, repartides entre la planta baixa i el primer pis, diverses piques remarcables. Algunes d'elles són de pedra (n'hi ha de rectangulars i d'altres de quadrades) que servien per rentar els plats i altres tasques de la cuina; són igualment remarcables les piques de ceràmica gris utilitzades per deixar la roba en remull amb les cendres del foc. Són d'un diàmetre de 75 cm aproximadament i disposen d'un petit forat inferior per buidar l'aigua bruta. Tant unes com les altres han estat mogudes en diverses ocasions per tal de ser robades.

## Història
La planta baixa d'aquest mas es va edificar l'any 1635 i es va acabar la primera planta el 1767. Llavors la propietària era Teresa Jordà, que va donar el seu cognom a la fageda d'en Jordà que envoltava la seva propietat. La planta superior es va aixecar l'any 1899. Actualment la Diputació de Girona n'és la propietària, per acord d'aquesta entitat amb el govern militar de la província, el setembre de 1984 la companyia de sapadors del batalló mixt dels enginyers quarts de la mateixa ciutat varen realitzar obres de restauració al mas.